# Zdzisław Piernik
Zdzisław Piernik (* 10. November 1937 in Toruń) ist ein polnischer Tubist.

## Leben und Wirken
Piernik studierte an der Fryderyk-Chopin-Universität für Musik. Er trat als Solist in Hunderten von Sinfonie- und Kammerkonzerten in Deutschland, Belgien, Österreich, Holland, Großbritannien, Frankreich, Portugal, Schweden, Japan, Mexiko und den USA auf sowie bei Festivals wie dem Warschauer Herbst (seit 1972) und den Festivals in Witten (1977), Köln (1977, 1979), Darmstadt und Los Angeles (1978), Bourges (1978), Stockholm (1979, 1981), Salzburg (1978, 1987), Lissabon (1982), Washington (1983) und Metz (1984). Seit 1978 ist er ständiger Vertreter Polens bei der International Tuba Euphonium Association.
Von 1974 bis 1978 arbeitete er beim Nationaltheater Warschau, von 1983 bis 1988 beim Nationaltheater Łódź. Zu seinen musikalischen Partnern zählen Improvisationsmusiker wie der Kontrabassist Sławomir Janicki, der Klarinettist Michał Górczyński und der Gitarrist Andrzej Izdebski. Sein Repertoire umfasst sowohl eigene Bearbeitungen von Kompositionen klassischer Komponisten als auch Werke zeitgenössischer Komponisten wie Marian Borkowski, Zbigniew Bargielski, Jan Fotek, Bogusław Schaeffer, Andrzej Dobrowolski, Witold Szalonek, Andrzej Krzanowski, Krzysztof Penderecki, Marek Stachowski, Krzysztof Knittel, Wojciech Kilar, Marta Ptaszyńska, Andrzej Bieżan, Ryszard Klisowski, Benno Ammann, Fernando Grillo, Roman Haubenstock-Ramati und Elżbieta Sikora, die teils Stücke für ihn komponierten und ihm widmeten.

## Weblink
- Website von Zdzisław Piernik